# Svetlana Vysokova
Svetlana Jurjevna Vysokova (ryska: Светлана Юрьевна Высокова), född den 12 maj 1972 i Krasnokamsk, Ryska SFSR, Sovjetunionen, är en rysk skridskoåkare.
Hon tog OS-brons i damernas lagtempo i samband med de olympiska skridskotävlingarna 2006 i Turin.